# Ząbkówka kolczasta
Ząbkówka kolczasta (Skvortzovia pinicola (J. Erikss.) G. Gruhn & Hallenb.) – gatunek grzybów należący do rzędu szczeciniakowców (Hymenochaetales).

## Systematyka i nazewnictwo
Pozycja w klasyfikacji:  Skvortzovia, Incertae sedis, Hymenochaetales, Agaricomycetidae, Agaricomycetes, Agaricomycotina, Basidiomycota, Fungi.
Po raz pierwszy opisał go w 1949 r. John Eriksson, nadając mu nazwę Mycoacia pinicola. W 2018 r. G. Gruhn i Nils Hallenberg po badaniach fologenetycznych przenieśli go do rodzaju Skvortzovia. Synonimy:
- Mycoacia pinicola J. Erikss. 1949
- Resinicium pinicola (J. Erikss.) J. Erikss. & Hjortstam 1981[2].

W 2003 r. Władysław Wojewoda zaproponował polską nazwę ząbkówka kolczasta (dla synonimu Resinicium pinicola). Jest niespójna z aktualną nazwą naukową.

## Występowanie i siedlisko
Podano występowanie Skvortzovia pinicola w Europie, Azji i na Nowej Zelandii. W Polsce W. Wojewoda w 2003 r. przytoczył jedno stanowisko, w następnych latach podano następne (jako Resinicium pinicola). Znajduje się na Czerwonej liście roślin i grzybów Polski. Ma status E – gatunek wymierający, którego przeżycie jest mało prawdopodobne, jeśli nadal będą działać czynniki zagrożenia (także pod nazwą Resinicium pinicola).